# Szekszárd
Szekszárd [ˈsɛksaːɾd] est une ville située au sud-ouest de la Hongrie, à 142 km au sud de Budapest, à environ 5 km de la rive droite du Danube. Elle est le chef-lieu du comitat de Tolna.

## Population
Szekszárd est une ville moyenne de 36 229 habitants (recensement de 2001) abritant une importante minorité allemande d'environ 1000-1500 âmes. Le Deutsche Bühne, l'unique théâtre de langue allemande de Hongrie y a ouvert ses portes le 24 novembre 1994.

## Histoire
Le nom de la ville de Szekszárd apparait dans des documents écrits pour la première fois en 1015. Le roi Béla Ier de Hongrie de la dynastie des Arpads y fonda dès 1061 un monastère bénédictin qui lui servira d'ailleurs plus tard de lieu de sépulture.
Pendant le règne du roi Mathias Corvin (1458-1490), Szekszárd était la propriété d'un seigneur puissant, Vitéz János qui préparait un complot contre le roi. Après la révélation de la conspiration, le roi Mathias ordonna la destruction de la forteresse de Szekszárd.
En 1485, Szekszárd était déjà une ville importante, organisant cinq foires par an. Cependant, après l'occupation de la Hongrie par les troupes de l'Empire ottoman en 1526, la ville fut complètement désertée par sa population et le monastère fut détruit.
À la fin du XVIIe siècle et après le départ des Turcs (1686), Szekszárd devint de nouveau une ville importante gouvernée par un conseil municipal. En 1794, la ville est ravagée par un incendie, mais cela ne freine pas son développement. La plupart des édifices administratifs et religieux datent de cette époque – comme l'Hôtel de ville, la Préfecture et les églises. Au début du XIXe siècle, la ville comptait déjà 14 000 habitants.

## À visiter
- Ancienne Préfecture (architecte : Mihály Pollack, aujourd'hui : Archives Départementales)
- Palais Augusz (où séjournait à plusieurs reprises le compositeur hongrois Franz Liszt)
- Deutsche Bühne Ungarn (unique Théâtre de langue allemande de Hongrie) dans un bâtiment de style Art Nouveau construit en 1913 (architecte : János Uglár)
- Maison natale du poète hongrois Mihály Babits
- Ruines du Monastère Bénédictin (1061)
- Statue de la Trinité (XVIIIe siècle)
- Chapelle de Saint Jean et Paul (XVIIIe siècle)
- Chapelle des Ermites (XVIIIe siècle)
- Église catholique de la Cité (1805) et la Place Béla Ier
- Place Garay (avec le statut du poète hongrois János Garay)
- Forêt de Gemenc (réserve naturelle)

## Viticulture
Szekszárd est également le centre de l'une des plus anciennes régions viticoles de la Hongrie. Les vignes y prospèrent dans un paysage vallonné, à une altitude de 100 à 250 m, sur un sol calcaire recouvert de lœss. Ici, l'été est torride, l'hiver plutôt doux ; le gel est rare. Cette région viticole est plutôt dominée par les cépages rouges. Les cabernet, merlot, blaufränkisch (kékfrankos) et le kadarka (ou gamza typique de la région) sont les cépages les plus répandus.
On y trouve également des cépages blancs tels que le welschriesling (olaszrizling), le gewurztraminer (famille des traminers) et le chardonnay.
Les vins rouges de Szekszárd ont du corps et sont fruités. Ils sont considérés comme les plus veloutés de Hongrie.
Szekszárd, élue ville internationale de raisins et de vins en 1987, est entourée de 2 200 hectares de vignes et compte 4 800 caves privées. Depuis la délimitation de cette région viticole en 1997, elle englobe treize communes.

## Forêt deGemenc
Cette forêt est la réserve de gibier la plus réputée de Hongrie. Elle s'étend sur plus de 50 000 hectares. Sur les îles découpées par des bras morts et des mouillères, la Forêt de Gemenc conserve une nature intacte datant l'époque de la régularisation du Danube. On y trouve des vieux saules, des chênes immenses, des peupliers, des muguets, des hérons cendrés, des aigles pêcheurs, des cigognes noires, des aigrettes et des cerfs.
À l’entrée de la réserve (à Szekszárd-Bárányfok - Centre de loisirs), un pavillon d'exposition -construit il y a plus de 100 ans- propose une très belle exposition sur les plus beaux bois de cerfs trouvées à Gemenc (pron. : "Guè-mèntz")

## Personnalités liées à la commune
- Valéria Dienes, danseuse et chorégraphe ;
- Mihály Babits, poète, romancier et essayiste hongrois y est né;
- Ágnes Studer, joueuse de basket-ball.

## Jumelages
La ville de Szekszárd est jumelée avec :
- Bezons (France) depuis 1967
- Bečej (Serbie) depuis 1975
- Tornio (Finlande) depuis 1986
- Bietigheim-Bissingen (Allemagne) depuis 1989
- Lugoj (Roumanie) depuis 1993

Szekszárd entretient également des accords de partenariat avec :
- Waregem (Belgique) depuis 1993
- Ravenne (Italie) depuis 1996
- Făget (Roumanie) depuis 1998